# Marilyna
Marleyella es un género de peces de la familia Tetraodontidae, del orden Tetraodontiformes. Este género marino fue descrito científicamente en 1982 por Graham S. Hardy.

## Especies
Especies reconocidas del género:
- Marilyna darwinii (Castelnau, 1873)
- Marilyna meraukensis (de Beaufort, 1955)
- Marilyna pleurosticta (Günther, 1872)